# Elsa & Fred (2014)
Elsa & Fred (bra/prt: Elsa & Fred) é um filme de comédia dramática estadunidense de 2014 dirigido por Michael Radford. É estrelado por Shirley MacLaine e Christopher Plummer. O filme foi ambientado e filmado em Nova Orleães. É um remake em inglês do filme argentino de 2005 com o mesmo nome. Foi lançado em 7 de novembro de 2014.

## Sinopse
Fred Barcroft, de 80 anos, recentemente viúvo, é levado pela filha, contra sua vontade, para um apartamento em Nova Orleães, ao lado de Elsa Hayes, de 74 anos. Fred ficou amargurado, se considera um realista, mas passa a maior parte do tempo deitado. Elsa é uma romântica aventureira e vivaz que sonha com “a doce vida em Roma”, vivida por Anita Ekberg no filme A Doce Vida 1961. Apesar de seus temperamentos e perspectivas de vida opostos, eles se apaixonam.
Elsa persuade Fred a sair de sua concha, mas tenta sua paciência contando-lhe várias mentiras sobre ela. Ela afirma ser viúva e esconde sua grave doença renal, que requer diálise. Fred não sabe se deve ou não acreditar na afirmação de Elsa de que Pablo Picasso fez uma pintura dela. Ela diz que o guarda em um cofre, do qual ela perdeu a chave.
Erika Alexander interpreta a assessora de Laverne, que regularmente cuida de Fred. Como ela o vê diariamente, ela fornece um contraponto animado e comentários sobre o desenvolvimento de seu relacionamento com Elsa.
Quando Fred descobre com seu amigo médico John que Elsa provavelmente está morrendo, ele a leva a Roma para realizar seu sonho de vadear (como Ekberg) na Fontana di Trevi. Ele opta por isso em vez de investir no duvidoso empreendimento comercial de seu genro. Depois que Elsa morre, seu filho abre o cofre e dá a Fred o quadro de Picasso, que Elsa legou a ele.

## Elenco
- Shirley MacLaine como Elsa Hayes
- Christopher Plummer como Fred Barcroft
- Marcia Gay Harden como Lydia Barcroft, filha de Fred
- Chris Noth como Jack, marido de Lydia
- Jared Gilman como Michael, neto de Fred
- Scott Bakula como Raymond Hayes, filho mais velho de Elsa
- Deanna Meske como Laura Hayes, esposa de Raymond
- McCartney Bisgard como Carla Hayes
- Erika Alexander como Laverne
- Reg Rogers como Alec Hayes, filho mais novo de Elsa
- George Segal como John, médico e amigo de Fred
- James Brolin como Max Hayes, marido separado de Elsa
- Wendell Pierce como Armande, o superintendente de construção
- Osvaldo Ríos como Médico

## Produção
O filme foi rodado em locações em Nova Orleães por causa de incentivos fiscais, de acordo com MacLaine. Plummer declarou que não o considera um remake do filme de 2005, já que “Shirley e eu, e Michael o reescrevemos totalmente. Portanto, prefiro pensar nisso como a versão em inglês.”
A cena em Roma onde MacLaine e Plummer entram na Fontana di Trevi é filmada em preto e branco, para imitar a cena correspondente em A Doce Vida.

## Lançamento e recepção

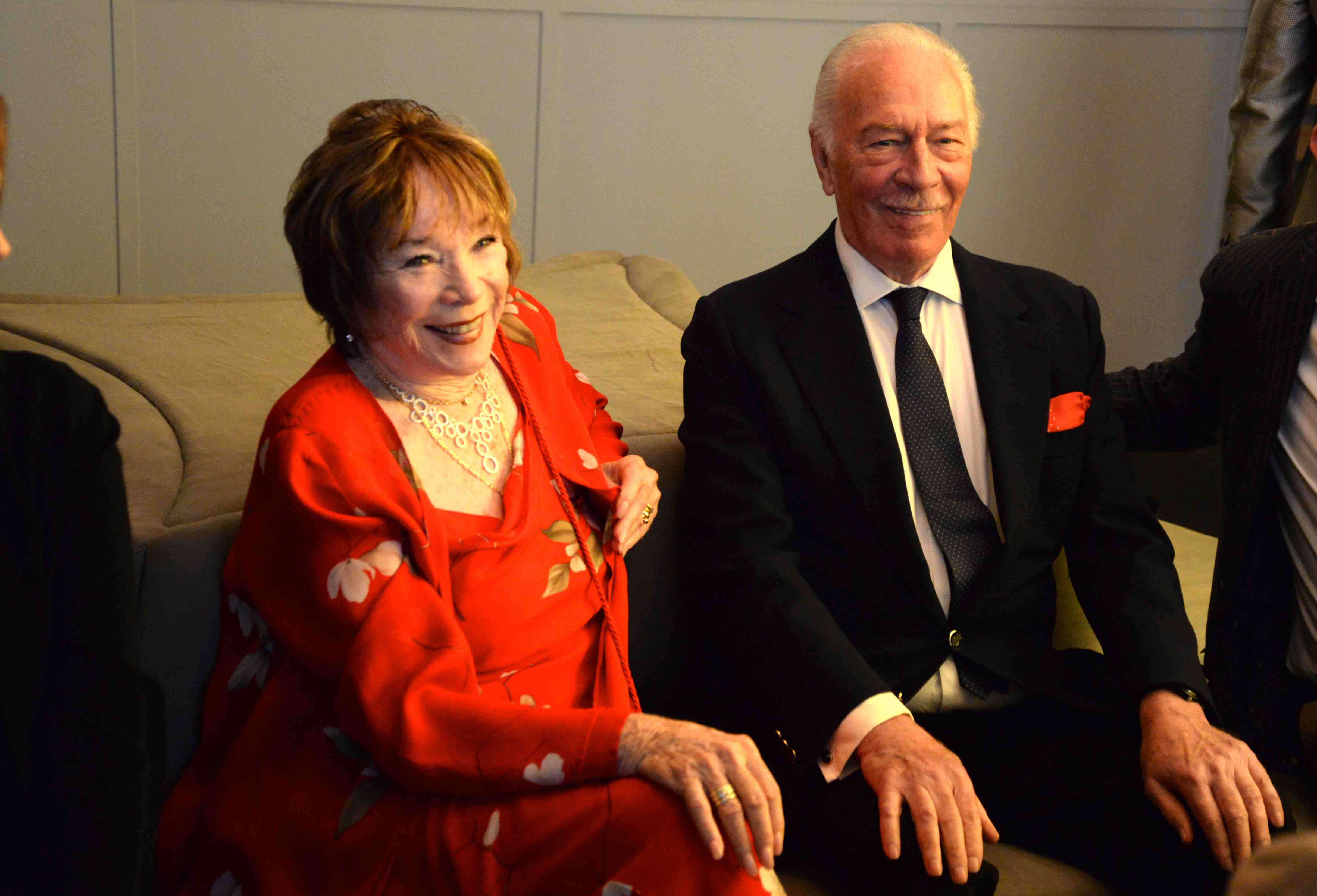
MacLaine e Plummer na estreia do filme no Festival Internacional de Cinema de Miami.

Durante o Festival Internacional de Cinema de Miami de 2014 em março, Elsa & Fred receberam uma “resposta estrondosa”, de acordo com John Anderson do IndieWire. Em setembro, no Festival Internacional de Cinema Cinéfest Sudbury de 2014, recebeu o prêmio Audience Choice. No entanto, Rich Heldenfels disse que o filme “não foi bem recebido” e apontou que as críticas “são em sua maioria negativas”.
O filme foi lançado pela Millennium Entertainment nos Estados Unidos em 7 de novembro de 2014 em cinemas selecionados.